# Arnetia Walker
Arnetia Walker (* 1956 in Columbus, Georgia) ist eine US-amerikanische Schauspielerin.

## Leben
Walker besuchte die High School of the Performing Arts, als sie im Januar 1972 im Alter von 16 Jahren ihr Debüt am Broadway in der Produktion The Sign in Sidney Brustien’s Window hatte. Schon zuvor war sie als Zweitbesetzung für das Broadwaymusical The Gentlemen of Verona eingesetzt. 1987 spielte sie eine der Hauptrollen im Musical Dreamgirls.
1991 erhielt sie eine der Hauptrollen in der Fernsehserie Hallo Schwester!, einem Spinoff der Serie Golden Girls. Bis 1994 spielte sie in 68 Folgen die Rolle der Krankenschwester Annie Roland. Weitere wiederkehrende Rollen hatte sie in den Serien Popular 1999 bis 2000 sowie 2004 in The Big House. Daneben hatte sie Gastrollen in Fernsehserien wie New York Cops – NYPD Blue, Für alle Fälle Amy und Alle lieben Raymond.
Walker ist mit dem ABC-Nachrichtensprecher Elliott Francis verheiratet und hat einen Sohn.

## Filmografie
- 1978: The Wiz
- 1982: Das schönste Freudenhaus in Texas (The Best Little Whorehouse in Texas)
- 1985: Handsome Harry’s (Fernsehfilm)
- 1988: Magic Movie (The Wizard of Speed and Time)
- 1988: Heart and Soul (Fernsehfilm)
- 1989: Luxus, Sex und Lotterleben (Scenes from the Class Struggle in Beverly Hills)
- 1989: Zurück in die Vergangenheit (Quantum Leap, Fernsehserie, eine Folge)
- 1989: Amen (Fernsehserie, eine Folge)
- 1989: Der Nachtfalke (Midnight Caller, Fernsehserie, eine Folge)
- 1990: 227 (Fernsehserie, eine Folge)
- 1990: Max Monroe (Fernsehserie, eine Folge)
- 1990: Singer & Sons (Fernsehserie, vier Folgen)
- 1990: New Attitude (Fernsehserie, eine Folge)
- 1991: Jenny – Ich kämpfe um meine Tochter (The Whereabouts of Jenny, Fernsehfilm)
- 1991: Hexenjagd in L.A. (Cast a Deadly Spell, Fernsehfilm)
- 1991–1994: Hallo Schwester! (Nurses, Fernsehserie, 68 Folgen)
- 1992: Das gnadenlose Auge (Love Crimes)
- 1993: Triumph Over Disaster: The Hurricane Andrew Story (Fernsehfilm)
- 1994: The 5 Mrs. Buchanans (Fernsehserie, eine Folge)
- 1995: Love & War (Fernsehserie, eine Folge)
- 1995: The Cosby Mysteries (Fernsehserie, eine Folge)
- 1995: Bless This House (Fernsehserie, eine Folge)
- 1995: Renegade – Gnadenlose Jagd (Renegade, Fernsehserie, eine Folge)
- 1995: Der Prinz von Bel-Air (The Fresh Prince of Bel-Air, Fernsehserie, eine Folge)
- 1996: Buddies (Fernsehserie, eine Folge)
- 1996: Verrückt nach dir (Mad About You, Fernsehserie, eine Folge)
- 1996: New York Cops – NYPD Blue (NYPD Blue, Fernsehserie, eine Folge)
- 1996: Cherokee Kid – Der Racheengel (The Cherokee Kid, Fernsehfilm)
- 1996–1997: Living Single (Fernsehserie, zwei Folgen)
- 1997–1998: Malcolm & Eddie (Fernsehserie, zwei Folgen)
- 1998: Just Shoot Me – Redaktion durchgeknipst (Just Shoot Me!, Fernsehserie, eine Folge)
- 1998: Mister Funky – Die Steve-Harvey-Show (Fernsehserie, eine Folge)
- 1999: Harvey’s Zauberballons (Balloon Farm, Fernsehfilm)
- 1999: Aus Liebe zum Spiel (For Love of the Game)
- 1999–2000: Popular (Fernsehserie, acht Folgen)
- 2000: Für alle Fälle Amy (Judging Amy, Fernsehserie, eine Folge)
- 2000: City of Angels (Fernsehserie, eine Folge)
- 2000: Ein Hauch von Himmel (Touched By An Angel, Fernsehserie, eine Folge)
- 2000: Geppetto, der Spielzeugmacher (Geppetto, Fernsehfilm)
- 2001: Some of My Best Friends (Fernsehserie, eine Folge)
- 2001: Kate Brasher (Fernsehserie, eine Folge)
- 2002: Alle lieben Raymond (Everybody Loves Raymond, Fernsehserie, eine Folge)
- 2004: The Big House Tina (Fernsehserie, fünf Folgen)
- 2008: College Road Trip